# La Maison où j'ai grandi
Albums de Françoise Hardy
Françoise Hardy Sings in English
(1966) Ma jeunesse fout le camp…
(1967)
La Maison où j’ai grandi est le sixième album, édité en France et à l'étranger, de la chanteuse Françoise Hardy. L’édition originale est parue en France à la mi-novembre 1966. Identifié à l’origine par le seul prénom de la chanteuse figurant en couverture de pochette, cet album fut désigné par le titre de son principal succès à partir de sa réédition française en disque compact en novembre 2009. 

## Mise en perspective de l'album
En Italie, du 27 au 29 janvier 1966, Françoise Hardy participe au 16e Festival de la chanson italienne de Sanremo pour interpréter Parlami di te, écrite par Vito Pallavicini, sur une musique de Edoardo Vianello. Ce dernier, y défend une autre chanson, Ci sono cose più grandi, que Françoise retient pour en faire une version française (Il est des choses). Est aussi présent, le chanteur Adriano Celentano, avec une création autobiographique : Il ragazzo della via Gluck. Celle-ci n’est pas sélectionnée pour la finale, mais, séduite par cette chanson, la chanteuse souhaite l’adapter pour son cinquième album en français. Elle deviendra une des chansons les plus marquantes de sa carrière. Elle est classée 2e au mois de juin 1966, dans le hit-parade de l’émission de radio « Salut les Copains ». Une seconde chanson, Rendez-vous d’automne, sera classée 7e dans ce même Top 50 en novembre.

## Édition originale de l'album
Note : En 1966, grâce au système de gravure universelle mis au point par Vogue, le « Scope Process », les disques stéréophoniques peuvent être écoutés en monophonie sur un électrophone mono ou en stéréophonie sur une platine tourne-disques stéréo.
 France, 15 novembre 1966 : disque microsillon 33 tours/30 cm. Disques Vogue/Vogue international industries (CLD 702-30), stéréo/mono.
Pochette ouvrante : photographies réalisées par Jean-Marie Périer de « Salut les copains ».

### Liste des chansons
Les 12 chansons qui composent le disque ont été enregistrées en stéréophonie. Françoise Hardy est accompagnée par l’orchestre de Johnny Harris sur neuf titres et par celui de Charles Blackwell sur Rendez-vous d’automne, Il est des choses et La Maison où j’ai grandi.
| 1. | Je changerais d’avis (Se telefonando)       | Jacques Lanzmann et F. Hardy | Ennio Morricone  | 2:53 |
| 2. | Si c’est ça                                 | Françoise Hardy              | Françoise Hardy  | 2:09 |
| 3. | Rendez-vous d’automne                       | Jean-Max Rivière             | Gérard Bourgeois | 2:40 |
| 4. | Je serai là pour toi                        | Françoise Hardy              | Françoise Hardy  | 2:24 |
| 5. | Peut-être que je t’aime                     | Françoise Hardy              | Françoise Hardy  | 2:12 |
| 6. | Il est des choses (Ci sono cose più grandi) | Françoise Hardy              | Edoardo Vianello | 2:31 |

| 1. | Comme                                                 | Françoise Hardy | Françoise Hardy   | 1:54 |
| 2. | Mes jours s’en vont                                   | Françoise Hardy | Françoise Hardy   | 2:26 |
| 3. | Qu’ils sont heureux                                   | Eddy Marnay     | André Popp        | 2:21 |
| 4. | Surtout ne vous retournez pas                         | Françoise Hardy | Françoise Hardy   | 2:20 |
| 5. | Tu es un peu à moi                                    | Françoise Hardy | Françoise Hardy   | 2:14 |
| 6. | La Maison où j’ai grandi (Il ragazzo della via Gluck) | Eddy Marnay     | Adriano Celentano | 3:39 |

## Discographie liée à l’album
– SP (Single Playing) = Microsillon 45 tours 2 titres
– EP (Extended Playing) = Microsillon 45 tours 4 titres (super 45 tours)
– LP (Long Playing) = Microsillon 33 tours/30 cm
– CD (Compact Disc) = Disque compact

### Première édition française des chansons
Nota bene : Dans les années soixante, l’industrie discographique française est axée en priorité sur la vente de super 45 tours. Les nouvelles chansons de Françoise Hardy sont donc d’abord éditées sur ces supports.
- 1966 : SP, disques Vogue/Vogue international industries, série « Fashion » (V 45 1337)[8].

1. La Maison où j’ai grandi (Il ragazzo della via Gluck), (Eddy Marnay, adaptation du texte de Luciano Beretta (it) et Miki Del Prete (it) / Adriano Celentano.
2. Tu verras (Guy Bontempelli).

- Juin 1966 : EP, disques Vogue/Vogue international industries (EPL 8427).

1. La Maison où j’ai grandi (Il ragazzo della via Gluck), (Eddy Marnay, adaptation du texte de Luciano Beretta (it) et Miki Del Prete (it) / Adriano Celentano.
2. Tu verras (Guy Bontempelli).
3. Il est des choses (Ci sono cose piu’ grandi), (F. Hardy, adaptation du texte d’Eliana De Sabata / Edoardo Vianello).
4. Je ne suis là pour personne (F. Hardy).

- Novembre 1966 : EP, disques Vogue/Vogue international industries (EPL 8487).

1. Je changerais d’avis (Se telefonando), (Jacques Lanzmann et F. Hardy, adaptation du texte de Ghigo De Charia et Maurizio Costanzo / Ennio Morricone).
2. Comme (F. Hardy).
3. Rendez-vous d’automne (Jean-Max Rivière / Gérard Bourgeois).
4. Peut-être que je t’aime (F. Hardy).

- Décembre 1966 : EP, disques Vogue/Vogue international industries (EPL 8511).

1. Si c’est ça (F. Hardy).
2. Surtout ne vous retournez pas (F. Hardy).
3. Je serai là pour toi (F. Hardy).
4. Qu’ils sont heureux (Eddy Marnay / André Popp).

### Premières éditions étrangères de l’album
- Afrique du Sud, 1966 : LP, disques Vogue/Vogue international industries (VGL 7022).

- Argentine, 1966 : LP, Yo cambiaria de opinion, Opus/disques Vogue (LVMS 26506).

- Italie, 1966 : LP, disques Vogue/Vogue international industries (CLD 702-30).

- Japon, 1966 : LP, disques Vogue/Vogue international industries (YX 8041).

- Royaume-Uni, 1966 : LP, disques Vogue/Vogue international industries/United Artists (VRL 3028).

- Uruguay, 1966 : LP, Yo cambiaria de opinion, disques Vogue/Vogue international industries (LVMS 26506).

- Brésil, 1967 : LP, Je changerais d'avis, disques Vogue/Vogue international industries/Rozenblit (LP 40354).

- Mexique, 1967 : LP, El muchacho de la calle Gluck, disques Vogue/Gamma (GX 01-236).

- Australie, 1968 : LP, Françoise in Love, disques Vogue/Vogue international industries (SVL 933.540).

- Canada, 1968 : LP, La Maison où j’ai grandi, disques Vogue (VC 6024).

- Nouvelle-Zélande, 1968 : LP, Françoise in Love, disques Vogue/Vogue international industries (SVL 933-540).

### Réédition française de super 45 tours
- 1991 : CD, Vogue, « Collector-CD » vol. 13 (191 044).

1. La Maison où j’ai grandi (Il ragazzo della via Gluck), (Eddy Marnay, adaptation du texte de Luciano Beretta (it) et Miki Del Prete (it) / Adriano Celentano.
2. Tu verras (Guy Bontempelli).
3. Il est des choses (Ci sono cose piu’ grandi), (F. Hardy, adaptation du texte d’Eliana De Sabata / Edoardo Vianello).
4. Je ne suis là pour personne (F. Hardy).

### Rééditions françaises de l’album
- 1970 : LP, Disques Vogue/Vogue international industries (CLD 702-30), mono↔stéréo.
- Printemps 1974 : LP, Disques Vogue/Vogue international industries (CLD 702-30), stéréo universelle.
- 1996 : CD (jewel case), Disques Vogue/BMG (7 43213 80062 2).
- 16 juin 2017 : LP (vinyle orange), La Maison où j’ai grandi, Disques Vogue/Legacy/Sony Music (8 89854 39761 6).

### Rééditions étrangères de l’album
- Afrique du Sud, 1967 : LP, disques Vogue/Vogue International Industrie (stereo SVG22).
- Australie, 1967 : LP, Françoise in Love, disques Vogue/Vogue International Industrie (stereo L-33540).
- États-Unis, 16 octobre 2015 : CD, La Maison où j'ai grandi, Light in the Attic Records/Future Days Recordings (FDR 618).
- États-Unis, 29 janvier 2016 : LP, La Maison où j'ai grandi, Light in the Attic Records/Future Days Recordings (FDR 618).

### Chansons adaptées en langues étrangères
Je changerais d’avis
- Australie, 1966 : I Will Change My Life (J. More), SP, Vogue International/Phono Vox Record (SPV 6017).

Rendez-vous d’automne
- Royaume-Uni, 1966 : Autumn Rendezvous (Meredith), EP, Françoise Hardy, Pye Records/disques Vogue/Vogue international industries (VRE 5018), UK.

Il est des choses
- Finlande, 1967 : Jäät Tyhjää Katsomaan (J. Petersen et Ulf Erik), LP, Anki, Sateen Jälkeen, Top Voice/PSO (TOP-LP 504), Finland.

### Reprises de chansons
La Maison où j’ai grandi
- Québec, 1995 : Diane Tell, CD, Désir, plaisir, soupir, Columbia (COL 481381-2).

- France, 1999 : Les Enfoirés, CD, Dernière Édition avant l'an 2000, BMG Music.
  - Chanté en duo par Laetitia Casta et Alain Souchon.

Je changerais d’avis
- Union européenne, 20 février 2007 : Vanessa and the O's (en), CD (compilation), We All Love Ennio Morricone (it), Ars Latina/Sony BMG Music (8 86970 65902 4).

- Royaume-Uni, 31 mai 2010 : The Divine Comedy, CD, Bang Goes the Knighthood, DC Recordings/Pias France (050956 217624).
  - Bonus : reprises de 9 chansons – dont Je changerais d’avis – enregistrées au cours d’un concert donné à la Cité de la musique en septembre 2008.

Je ne suis là pour personne
- Allemagne, 21 octobre 2016 : French Boutik, LP, Front Pop, CopaseDisques (4 260016 925346).

### Chansons choisies pour le cinéma
Je ne suis là pour personne
- États-Unis, 1997 : Mr. Jealousy, film réalisé par Noah Baumbach.

La Maison où j’ai grandi
- Royaume-Uni, 2000 : Some Voices, film réalisé par Simon Cellan Jones (en).

- Québec, 2008 : Maman est chez le coiffeur, film réalisé par Léa Pool[10].